# Siedah Garrett
Deborah Christine "Siedah" Garrett, född 24 juni 1960 i Los Angeles, är en amerikansk låtskrivare och sångare.
Hon är mest känd för sina konserter med Michael Jackson, men har också varit bakgrundssångare för bland andra The Pointer Sisters, Brand New Heavies, Quincy Jones, Tevin Campbell, Donna Summer, Madonna och Jennifer Hudson. 
Garrett har skrivit låtar som "Man in the Mirror", och sjungit duett med Jackson på låten "I Just Can't Stop Loving You".

## Diskografi
Studioalbum med Plush
- Plush (1982)

Soloalbum
- Kiss of Life (1988)
- An Eclectic Set (1990, promo)
- Siedeah (2003, promo)

Studioalbum med Brand New Heavies
- Shelter (1997)

Singlar på Billboard Hot 100.
- "Don't Look Any Further" (med Dennis Edwards) (#72, 1984)
- "I Just Can't Stop Loving You" (med Michael Jackson) (#1, 1987)
- "K.I.S.S.I.N.G." (#97, 1988)